# Vůz BDdtx764 ČD
Vozy BDdtx764, číslované v intervalu 50 54 82-29, v 60. a 70. letech označené BFalm, v 80. letech BixPost, v 90. letech BDix, do 1. ledna 2009 022, jsou řadou čtyřnápravových přípojných osobních vozů lehké stavby z vozového parku Českých drah. Všech 30 původních vozů bylo vyrobeno ve Vagónce Studénce v roce 1961. V 90. letech prošly tři vozy úpravou v ŽOS České Velenice.

## Vznik řady
Vozy byly vyráběny zároveň s vizuálně podobnými vozy Btx761 jako přípojné vozy za motorové vozy 820.

## Technické informace
Jsou to neklimatizované vozy lehké stavby o délce 18 500 mm. Mají podvozky Tatra 1-740. Nejvyšší povolená rychlost těchto vozů je 90 km/h.
Nástupní prostory jsou umístěny zhruba v 1/3 a 2/3 vozu, jen jeden nástupní prostor byl původně určen pro cestující. Ve voze jsou v jedné polovině dva velkoprostorové oddíly pro cestující a ve druhé polovině poštovní oddíl, který byl později upraven jako prostor pro přepravu jízdních kol. Krajní oddíl má tři fiktivní oddíly, prostřední se skládá ze dvou fiktivních oddílů. Celkem poskytují 32 míst k sezení realizovaných jako dvojmístné lavice v uspořádání 2 + 2 potažené zelenou koženkou z PVC. V čelech loketních opěrek se nacházejí výklopné popelníky. Zbytek vozu, včetně jednoho z nástupních prostorů, původně sloužil jako poštovní oddíl. Ve voze bylo potřené kancelářské vybavení, a dokonce i dvě poštovní schránky pro vhazování dopisů. V krajním oddíle je umístěné jediné WC ve voze, ale přístup do něj je možný jen z nástupního prostoru.
Jednokřídlé nástupní dveře se otvírají směrem dovnitř a mají posuvný rošt, který kryje schůdky. Vozy mají polospouštěcí okna o šířce 1 000 mm zasklené jednoduchým sklem. V krajním oddíle pro cestující jsou ve resp. proti směru jízdy umístěná velká panoramatická pevná okna. Mezivozové přechody jsou řešeny pomocí sklopných můstků se shrnovacím zábradlí.
Větrání je kromě oken řešeno i stropním odsavačem. Vytápění vozů je teplovzdušné, vzduch je ohříván dvěma naftovými agregáty TA 10 vyrobených v Juranových závodech v Brně. Na nápravách se nachází dynamo, které zásobuje vůz elektrickou energií. Osvětlení je napájeno ze dvou měničů 48 V / 220 V, 50 Hz. Provozní osvětlení je realizováno zářivkami, nouzové žárovkami.
Vozy jsou vybaveny 19žilovým průběžným kabelem pro řízení více motorových vozů řady 820 jedním strojvedoucím.
Původní nátěr těchto vozů byl přes okna krémový, pod okny červený. Mezi příznivci železnice je tento nátěr nazývaný polomáčený. Později byly vozy lakovány do červeného nátěru s žlutým pruhem pod okny podél celého vozu vyjma dveří.

## Modernizace
V 90. letech byly tři vozy upraveny pro provoz s motorovými vozy 842. Do vozů bylo dosazeno průběžné žluté potrubí pro dálkové ovládání dveří na vozech Btx763.

## Provoz
V letech 1994–1995 došlo, vzhledem ke změně intervalu značení těchto vozů, k přidělení nových inventárních čísel. Ta byla přidělena v pořadí přečíslování, čili neodpovídala původním číslům. K dalšímu přečíslování došlo k 1. lednu 2009. Ani při tomto přečíslování nebyla respektována původní inventární čísla.
Většina vozů byla zrušena a sešrotována. V roce 2008 byly poslední dva neupravené provozní vozy zařazeny v kartotéce osobních vozů pod kódem 762. O rok později byly oba vozy opět zařazeny pod kód 764. Poslední dva vozy v původním provedení byly převedeny do Železničního muzea v Lužné u Rakovníka. Jeden z nich byl sešrotován v roce 2010, druhý byl od roku 2012 navržen na zrušení.
Z upravených vozů existovaly v roce 2013 všechny tři. Poslední vůz (č. 002), který pravidelně zasahoval do provozu, byl nasazován na letní historické vlaky na trase Brno – Lednice. Zbylé vozy se nacházely v depozitáři Národního technického muzea a v Železničním muzeu v Lužné u Rakovníka.
V roce 2020 existoval již jen 1 vůz (č. 002), který byl odstaven v Železničním muzeu v Lužné u Rakovníka.
Jsou zachovány všechny tři upravené vozy, přičemž jeden z nich byl navrácen do původního stavu a nátěru a objevuje se na mimořádných akcích. Další vůz se nachází v Lounském depu a třetí je součástí depozitáře NTM v Chomutově a kvůli rekonstrukci rotund se nachází venku pod parkovištěm u Globusu.[zdroj?]